# Ooievaarsnest
Ooievaarsnest is een buurt in het stadsdeel Gestel in de stad Eindhoven. De buurt ligt in het zuidwesten van Eindhoven in de wijk Oud Kasteel. Op 1 januari 2023 telde de buurt 905 inwoners, verdeeld over 366 woningen, met een gemiddelde WOZ-waarde van € 583.000, op een oppervlakte van 0,84 km².
Ooievaarsnest grenst aan Veldhoven en wordt slechts gescheiden van deze gemeente door de snelweg A2. De buurt is vernoemd naar een 15e-eeuwse boerderij die hier stond. De boerderij is omstreeks 1970 gesloopt omdat zij moest wijken voor nieuwbouw. Medio jaren zeventig is de buurt gebouwd en zij bestaat uit koopwoningen.

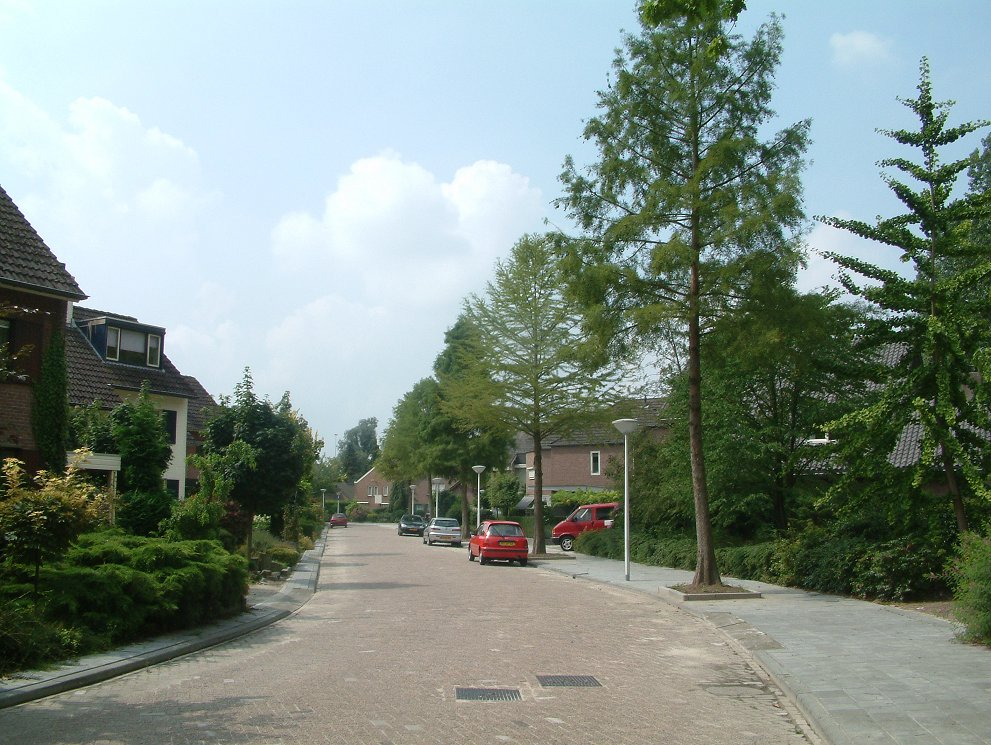
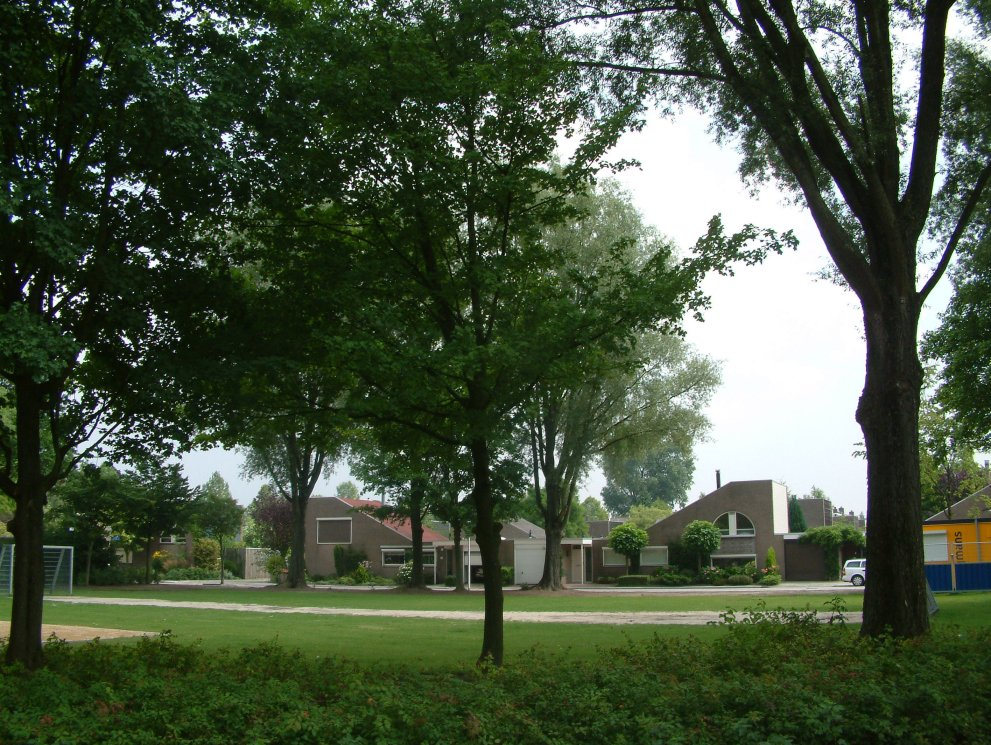